# Пьянович, Михайло
Миха́йло Пья́нович (серб. Михајло Пјановић; род. 13 февраля 1977, Приеполе, Титово-Ужице) — сербский футболист, нападающий.

## Клубная карьера
Пьянович начал свою карьеру в «Явор», а затем перешёл в ОФК. Позднее он отправился в клуб «Црвена Звезда» в зимнее трансферное окно 1999 года. Во время своего пребывания в клубе Пьянович выиграл два титула национального чемпионата и три национальных кубка. В общей сложности он провёл на поле 111 матчей и забил 80 голов.
С 2003 года выступал за московский «Спартак». В 2007 перешёл в ФК «Ростов», где в сентябре того же года закончил свою игровую карьеру.

## Достижения
- Чемпион Югославии (1999/2000, 2000/01).
- Обладатель Кубка Югославии (1998/99, 1999/2000, 2001/02).
- Серебряный призер Чемпионата России (2005, 2006)

## Статистика выступлений
| Сезон     | Команда              | Чемпионат     | Кубок      | Еврокубки |
| 1995/1996 | ОФК (Белград)        | 16 (0)        |            | 0 (0)     |
| 1996/1997 | — // —               | 27 (4)        | 1 (0)      | 0 (0)     |
| 1997/1998 | — // —               | 23 (4)        | 1 (0)      | 0 (0)     |
| 1998/1999 | — // — Црвена звезда | 16 (11) 5 (3) | 1(0) 2 (1) | 0 (0)     |
| 1999/2000 | — // —               | 27 (22)       | 3 (2)      | 4 (1)     |
| 2000/2001 | — // —               | 29 (23)       | ? (0)      | 7(1)      |
| 2001/2002 | — // —               | 22 (12)       | ? (3)      | 5 (2)     |
| 2002/2003 | — // —               | 28 (21)       | ? (0)      | 5 (1)     |
| 2003      | Спартак (Москва)     | 6 (1)         | 2 (2)      | 4 (2)     |
| 2004      | — // —               | 17 (6)        | 0 (0)      | 0 (0)     |
| 2005      | — // —               | 17 (1)        | 0 (0)      | 2 (0)     |
| 2006      | — // —               | 8 (3)         | 4 (2)      | 1 (0)     |
| 2007      | Ростов               | 11 (3)        | 3 (0)      | 0 (0)     |